# De magische stem
De magische stem is het negentiende verhaal uit de reeks Dag en Heidi.  Het werd in 1983 uitgegeven door de Standaard Uitgeverij als negende album uit een reeks van zestien. Het scenario kwam deze keer niet van Broeckx' moeder, maar van Ann Gilles.

## Personages
- Dag
- Heidi
- Sven
- Iris
- Iris' voogd
- de ontvoerders

## Verhaal
Dag en Heidi zijn op vakantie met Inga en hun pleegouders in een natuurgebied. Als ze bloemen gaan plukken voor de verjaardag van tante Karin, ziet Heidi een jong meisje. Het meisje schrikt en loopt weg. Ze sukkelt echter in het moeras. Dag en Heidi helpen het meisje er uit. Het meisje dankt hen met gebaren, want ze blijkt niet te kunnen spreken. Als de kinderen het meisje voorstellen om haar naar huis te brengen, loopt ze verschrikt weg en verdwijnt in het groen.
De volgende morgen gaan Dag en Heidi op zoek naar het meisje. Ze herinneren zich de richting nog waarheen ze de dag voordien vluchtte. Ze komen uit bij een grote waterval en ontdekken waar ze een opening ontdekken in de rotsen. Ze gaan de grot binnen en vinden er het meisje. Het meisje neemt de kinderen mee naar haar schuilplaats die ze deelt met een oude man.
De oude man blijkt de voogd van het meisje te zijn en vertelt het hele verhaal. Het meisje heet Iris en had een bijzondere gave. Als ze begon te zingen, werd eenieder die haar hoorde vredelievend. Twee mannen hadden gehoord van haar gave en wilden haar ontvoeren. Dit deden ze door op een nacht in het huis in te breken en Iris een doek voor de mond te binden. Tijdens de vlucht kon Iris echter de doek loskrijgen waarna ze begon te zingen. De ontvoerders werden vredelievend en lieten haar vrij. Als Iris weer thuis kwam, bleken haar ouders verdwenen te zijn. Ze hadden de tip gekregen dat Iris naar een ander land overgebracht was. Iris was hierdoor zo geschokt dat ze haar spraak verloor. De oude man vond het meisje huilend op straat en ontfermde zich over haar. Sinds een jaar leven ze samen in de natuur.
Als Iris Dag en Heidi weer naar buiten wil brengen, worden ze overvallen door twee mannen. Het blijken dezelfde mannen te zijn die Iris eerder hadden proberen te ontvoeren. De mannen verdoven Dag en Heidi en ontvoeren Iris. Iris' voogd vindt later de kinderen. Dag en Heidi beloven dat ze Iris zullen terugvinden.
Ze roepen hiervoor de hulp in van hun oom Sven. Er begint zo een heuse achtervolging met wisselende kansen. Als een van de ontvoerders dreigt te verdrinken in het moeras, wordt deze gered door Dag. De ontvoerders vertellen nu dat ze Iris eigenlijk geen kwaad wilden doen. In hun land woedt oorlog en ze hadden gehoopt met de zangstem van Iris hier verandering in zou komen. Ze hadden daarom een brief aan haar ouders gestuurd Dat Iris in een ver land verbleef. De mannen beloven om de ouders van Iris zo snel mogelijk op te sporen. Als Iris weer wordt verenigd met haar voogd, is ze zo gelukkig over de vooruitzichten dat ze spontaan begint te zingen. Ze heeft zodoende haar stem weergevonden.  